# Ignacio Piatti
Ignacio Alberto Piatti (General Baldissera, Córdoba, Argentina, 4 de febrero de 1985) es un  exfutbolista argentino. Jugaba de mediocampista y su último equipo fue el Racing Club de Avellaneda de la Primera División de Argentina.

## Trayectoria

### Primeros años
Comenzó su carrera en Chacarita en el 2004, en donde disputó 50 partidos durante sus dos años de estadía en el club funebrero, convirtió 10 goles.
En enero del 2006 viajaría al Fútbol de Francia, donde permaneció un breve período en el AS Saint-Étienne solo disputando 4 partidos y sin goles convertidos.

### Gimnasia La Plata
A mediados del 2006 volvería a su país natal para jugar en Gimnasia y Esgrima La Plata, de la Primera División Argentina. Dicho club sería su primera experiencia en la máxima categoría y debutaría el día 9 de febrero del 2007 en una derrota por 0-2 frente a Arsenal de Sarandí.
En Gimnasia jugaría hasta el 2009 un total de 81 partidos y convertiría 10 goles.

### Independiente de Avellaneda
Luego de un breve litigio entre Gimnasia y Esgrima La Plata y el jugador, el 6 de agosto de 2009 el juez que entendía en el litigio de Piatti con Gimnasia y Esgrima La Plata falló a favor del jugador y esa misma noche se dirigió a la sede de Independiente, club con el que jugó a préstamo por una temporada y sin opción de compra.
Su primer gol en dicho club lo marcó frente a Godoy Cruz de Mendoza poniendo el 2-0 final. Logró consolidarse como titular en el equipo de Americo Gallego. Fue además, la figura del partido en el que Independiente venció a Colón por 3 a 2, logrando el primer triunfo del año en el remodelado y reinaugurado Estadio Libertadores de América, marcando dos goles (el segundo y el tercero), cosa que también sirvió para que Independiente, rompiera una racha de 7 años sin victorias de local contra Colón, además, convirtió el gol número 5000 en la historia de Independiente en un partido contra Estudiantes que finalizó 3:2.

### Lecce
El 5 de agosto del 2010 es presentado como refuerzo por el club Lecce de la Serie A Italiana. Este sería su segundo paso por Europa luego de haber pasado por el Saint-Etienne. En el club Italiano no tuvo mucho rodaje, en dos años con el club disputaría 36 partidos y apenas marcaría 3 goles.

### San Lorenzo de Almagro
El 16 de agosto de 2012, tras desechar ofertas de otros grandes del fútbol argentino como River Plate, Independiente y Racing Club, Piatti fichó por un año por el Club Atlético San Lorenzo de Almagro donde usaría la camiseta con el dorsal "28" para jugar el Campeonato de Primera División Argentina. Entre 2012 y 2014 convirtió 15 goles con la camiseta de San Lorenzo, que así se convirtió en el club en el que Piatti marcó más goles en toda su carrera. 
Arrancó siendo figura en un partido en el que San Lorenzo ganó por 2 a 1 ante Colón. Sin embargo, tres desgarros seguidos hicieron que se quedara afuera de las canchas por un tiempo largo.
En 2013 recuperó su nivel de juego y no tuvo problema físico alguno. Durante el Torneo Final 2013 Ignacio Piatti se destacó por ser un jugador de gran rendimiento en el club de Boedo. Comenzó el torneo como suplente ante San Martín de San Juan, luego alternando buenos y malos partidos hasta la fecha 10, donde se afianzó como las figuras del equipo junto a Ángel Correa. En la fecha 14, convirtió por primera vez con la camiseta de San Lorenzo y por primera vez dos goles en su carrera frente a All Boys. Dos semanas después volvió a marcar, pero esta vez tres tantos, frente a Atlético Rafaela, por la fase de octavos de la Copa Argentina. Cuatro días después volvió a marcar, por la última fecha del torneo ante Lanús, partido que el Ciclón perdía por 2 a 0 y en donde ese empate logró que San Lorenzo alcanzase el 4.º puesto del Torneo Final 2013. Así, en menos de seis partidos Piatti se convirtió en el mayor anotador de la temporada para el Ciclón.
Finalizado el torneo también finalizaba su contrato con el club de Boedo, que no estaba dispuesto a pagar la suma de 10 millones de pesos por la mitad de su pase. Piatti decidió aceptar la oferta de otro préstamo y comenzó la pretemporada una semana después que sus compañeros. Marcó su primer gol en la temporada frente a Gimnasia de Entre Ríos, por los cuartos de final de la Copa Argentina. Luego convirtió nuevamente por en la octava fecha del torneo local contra Colón. En la 9.ª fecha anotó dos tantos, frente a su ex club Club de Gimnasia y Esgrima La Plata. Por la fecha 11 logró un gol cuando su equipo contaba con 9 jugadores luego de la expulsión de dos compañeros, aunque terminó siendo reemplazado y su equipo perdió el partido en los últimos 5 minutos. Sin marcar fue la figura del partido ante Boca Juniors, clásico que el Ciclón ganó con un tanto de Ángel Correa y quedó a tiro de la punta del torneo. Nacho volvió a marcar en la fecha siguiente frente al puntero, Newell's Old Boys de Rosario; su tanto sirvió para el empate y para que San Lorenzo quedara al borde de la punta del torneo. De ahí en más Piatti tuvo un pico en rendimiento, que se vio reflejado contra Belgrano de Córdoba, partido que el Ciclón  ganaba con comodidad por 2 a 0 en 15 minutos. La poca seguridad del equipo en la zona defensiva llevó a que el Pirata empatara el partido, aunque no por mucho tiempo: luego de una gran jugada, Piatti cayó en el área producto de una patada que derivó en un penal que él mismo convirtió, confirmando a San Lorenzo como único puntero del campeonato local. En la fecha siguiente San Lorenzo mostró nuevamente una pobre imagen y acabó el primer tiempo perdiendo 2 a 0 frente a Atlético Rafaela, hasta que Piatti convirtió un tiro libre indirecto desde fuera del área con jugada preparada en conjunto con Santiago Gentiletti, poniendo así a San Lorenzo un gol por debajo en el marcador. Aquel gran partido se cerró con otra jugada de Ignacio Piatti, dejando atrás a tres adversarios en el área rival y colocando la pelota debajo del arquero de Rafaela. San Lorenzo se mantuvo en la punta hasta el final del torneo. Ignacio Piatti consiguió el Torneo Inicial 2013 con San Lorenzo, el primer título de su carrera, siendo el goleador del equipo campeón con 8 goles, 3 más que su compañero Martín Cauteruccio. Piatti junto con Juan Ignacio Mercier, Sebastián Torrico, Leandro Romagnoli y Ángel Correa, entre otros más, fueron las figuras del equipo campeón del fútbol argentino. Un programa del canal TyC Sports le dio ese año la distinción de Botín de Oro y fue ternado para el Olimpia de Oro como mejor futbolista del fútbol Local.
El comienzo de 2014 no fue tan bueno como el año anterior. En el torneo local Piatti solo anotó un gol, un mal rendimiento en comparación al que tenía en el campeonato que resultó con San Lorenzo campeón y él como principal figura. Sin embargo, en el último partido de la fase de grupos de la Copa Libertadores 2014 ante Botafogo, Piatti tuvo un destacado rendimiento, ya que con sus dos goles, el Ciclón venció al club brasileño por 3 a 0, resultado que colocó a su equipo en los octavos de final.
Los octavos de final tuvieron un sabor semiamargo para él, pues en el partido de ida no logró hacer mucho en el ataque ya que San Lorenzo se dedicó a defenderse del poderoso Gremio. San Lorenzo ganó por 1 a 0 con tanto de Ángel Correa. En la vuelta, Piatti fue, de nuevo, el mejor jugador de San Lorenzo, aportando tanto en defensa como en ataque y siendo el jugador que más faltas recibió en ese partido. Por otra parte, un error suyo resultó en un contraataque del equipo brasilero, terminando así la serie en un empate que llevó a los penales, en los que Piatti marcó nuevamente. En cuartos de final de dicha Copa Libertadores, por el partido de vuelta, en el Estadio Mineirão de Belo Horizonte, frente al equipo brasileño Cruzeiro, logró un tanto a 9 minutos de empezado el partido. Tras un primer tiempo prácticamente perfecto, el segundo tiempo fue diferente ya que Cruzeiro se hizo con la pelota y presionando logró el empate, que no le alcanzaría ya que el Cruzeiro debería marcar otros dos goles.
El conjunto de Boedo llegó a la final con Sebastián Torrico, Juan Mercier, Ángel Correa y él como las figuras más representativas del equipo. Piatti sólo pudo disputar el partido de ida, en el que San Lorenzo se mantuvo arriba en el marcador hasta el tiempo de descuento, pero terminó empatando como visitante ante el Club Nacional de Paraguay. En el partido de vuelta en Boedo el equipo sintió la ausencia de Piatti en el ataque y prácticamente no tuvo tiros al arco. Sin embargo, un penal ejecutado por Néstor Ortigoza le dio la victoria frente a Nacional y San Lorenzo ganó su primera Copa Libertadores. Ignacio Piatti fue elegido como el mejor jugador de la copa, puntuado por la aplicación de la Copa Libertadores. Fue, además, el goleador de su equipo junto con Mauro Matos, con 3 tantos cada uno, siendo éstos muy importantes para la clasificación a octavos de final (dos al Botafogo en el último partido de la fase de grupos) y el restante frente al Cruzeiro por la vuelta de los cuartos de final. Piatti fue ternado por el diario El País de Uruguay para disputarse el premio de mejor futbolista del continente. Fue elegido por la cadena O Globo como el mejor jugador de América en 2014.

### Montreal Impact
El 1 de julio del 2014, Piatti fichó como jugador libre con el Montreal Impact de la Major League Soccer, firmando un contrato por cuatro años. Se unió al conjunto canadiense el 7 de agosto de ese año, debido a que Piatti estaba disputando la Copa Libertadores de América, pero sólo pudo jugar la ida de la final ya que el mercado de la MLS para inscribir jugadores cerraba el 8 de agosto, y la segunda de las finales se disputaba el 13 de ese mismo mes. Con los dos tantos anotados el domingo 21 de mayo de 2017, en la victoria de Montreal Impact sobre Portland Timbers por 4-1 por la MLS de Estados Unidos ingresó en la historia de la franquicia como máximo anotador histórico del equipo. Desde su llegada a mediados de 2014, el cordobés consiguió 35 goles, uno más que el italiano Marco Di Vaio, que tenía el récord en el equipo canadiense.

### San Lorenzo de Almagro
Luego de muchas idas y vueltas, San Lorenzo repatrió a Ignacio Piatti, quien abandonó al Montreal Impact después de casi seis temporadas. El mediocampista fue presentado en conferencia de prensa por Marcelo Tinelli el 12 de febrero de 2020.

### Racing Club
El 19 de febrero de 2021, el jugador se incorporó al Racing Club de Avellaneda. Marcaría su primer gol con Racing en la victoria por 2 a 1 ante Colón de Santa Fe. Sería el autor de un golazo contra Sporting Cristal, anotando el 2-0 de su equipo por la fecha 4 de la Copa Libertadores 2021. Volvería a marcar en la tercera fecha del campeonato de 2021, sentenciando el partido contra el Club Atlético Aldosivi estampando el 2-0. El 11 de diciembre de 2021 se retira frente a Godoy Cruz en la victoria 2-1 del equipo, ese mismo día se despedían del club Lisandro López y Darío Cvitanich.

## Estadísticas
| Club                             | Temporada           | Liga  | Liga  | Liga   | Copas Nacionales | Copas Nacionales | Copas Nacionales | Torneos Internacionales | Torneos Internacionales | Torneos Internacionales | Total | Total | Total  |
| Club                             | Temporada           | Part. | Goles | Asist. | Part.            | Goles            | Asist.           | Part.                   | Goles                   | Asist.                  | Part. | Goles | Asist. |
| -------------------------------- | ------------------- | ----- | ----- | ------ | ---------------- | ---------------- | ---------------- | ----------------------- | ----------------------- | ----------------------- | ----- | ----- | ------ |
| Chacarita Jrs Argentina          | 2004/05             | 31    | 5     | 5      | —                | —                | —                | —                       | —                       | —                       | 31    | 5     | 5      |
| Chacarita Jrs Argentina          | 2005/06             | 19    | 5     | 5      | —                | —                | —                | —                       | —                       | —                       | 19    | 5     | 5      |
| Chacarita Jrs Argentina          | Total               | 50    | 10    | 10     | 0                | 0                | 0                | 0                       | 0                       | 0                       | 50    | 10    | 10     |
| Saint Étienne Francia            | 2006                | 4     | 0     | 0      | —                | —                | —                | —                       | —                       | —                       | 4     | 0     | 0      |
| Saint Étienne Francia            | Total               | 4     | 0     | 0      | 0                | 0                | 0                | 0                       | 0                       | 0                       | 4     | 0     | 0      |
| Gimnasia LP Argentina            | 2006/07             | 11    | 2     | 0      | —                | —                | —                | 3                       | 0                       | 0                       | 14    | 2     | 0      |
| Gimnasia LP Argentina            | 2007/08             | 36    | 7     | 2      | —                | —                | —                | —                       | —                       | —                       | 36    | 7     | 2      |
| Gimnasia LP Argentina            | 2008/09             | 31    | 1     | 4      | —                | —                | —                | —                       | —                       | —                       | 31    | 1     | 4      |
| Gimnasia LP Argentina            | Total               | 78    | 10    | 6      | 0                | 0                | 0                | 3                       | 0                       | 0                       | 81    | 10    | 6      |
| Independiente Argentina          | 2009/10             | 35    | 8     | 4      | —                | —                | —                | —                       | —                       | —                       | 35    | 8     | 4      |
| Independiente Argentina          | Total               | 35    | 8     | 4      | 0                | 0                | 0                | 0                       | 0                       | 0                       | 35    | 8     | 4      |
| US Lecce · Italia                | 2010/11             | 25    | 3     | 2      | 1                | 0                | 0                | —                       | —                       | —                       | 26    | 3     | 2      |
| US Lecce · Italia                | 2011/12             | 11    | 0     | 0      | 1                | 0                | 0                | —                       | —                       | —                       | 12    | 0     | 0      |
| US Lecce · Italia                | Total               | 36    | 3     | 2      | 2                | 0                | 0                | 0                       | 0                       | 0                       | 38    | 3     | 2      |
| San Lorenzo De Almagro Argentina | 2012/13             | 21    | 3     | 2      | 5                | 4                | 0                | —                       | —                       | —                       | 26    | 7     | 2      |
| San Lorenzo De Almagro Argentina | 2013/14             | 32    | 9     | 4      | —                | —                | —                | 15                      | 3                       | 0                       | 47    | 12    | 4      |
| San Lorenzo De Almagro Argentina | 2019/20             | 3     | 0     | 1      | 1                | 0                | 0                | 0                       | 0                       | 0                       | 4     | 0     | 1      |
| San Lorenzo De Almagro Argentina | 2020                | 0     | 0     | 0      | 5                | 1                | 1                | —                       | —                       | —                       | 5     | 1     | 1      |
| San Lorenzo De Almagro Argentina | Total               | 56    | 12    | 7      | 11               | 5                | 1                | 15                      | 3                       | 0                       | 82    | 20    | 8      |
| Montreal Impact · Canadá         | 2014                | 6     | 4     | 1      | —                | —                | —                | 2                       | 0                       | 2                       | 8     | 4     | 3      |
| Montreal Impact · Canadá         | 2015                | 29    | 10    | 9      | 2                | 0                | 0                | 6                       | 2                       | 2                       | 37    | 12    | 11     |
| Montreal Impact · Canadá         | 2016                | 37    | 21    | 6      | 1                | 0                | 0                | —                       | —                       | —                       | 38    | 21    | 6      |
| Montreal Impact · Canadá         | 2017                | 28    | 17    | 5      | 3                | 2                | 1                | —                       | —                       | —                       | 31    | 19    | 6      |
| Montreal Impact · Canadá         | 2018                | 32    | 16    | 13     | 2                | 0                | 0                | —                       | —                       | —                       | 34    | 16    | 13     |
| Montreal Impact · Canadá         | 2019                | 11    | 3     | 1      | 4                | 4                | 0                | —                       | —                       | —                       | 15    | 7     | 1      |
| Montreal Impact · Canadá         | Total               | 143   | 71    | 35     | 12               | 6                | 1                | 8                       | 2                       | 4                       | 163   | 79    | 40     |
| Racing Club Argentina            | 2021                | 3     | 1     | 0      | 15               | 1                | 0                | 8                       | 1                       | 0                       | 26    | 3     | 0      |
| Racing Club Argentina            | Total               | 3     | 1     | 0      | 15               | 1                | 0                | 8                       | 1                       | 0                       | 26    | 3     | 0      |
| Total en su carrera              | Total en su carrera | 405   | 115   | 63     | 40               | 12               | 2                | 34                      | 6                       | 4                       | 479   | 133   | 69     |

## Palmarés

### Campeonatos nacionales
| Título           | Club            | País      | Año  |
| ---------------- | --------------- | --------- | ---- |
| Primera División | San Lorenzo     | Argentina | 2013 |
| Copa Canadiense  | Montreal Impact | Canadá    | 2019 |

### Campeonatos internacionales
| Título            | Club        | Sede         | Año  |
| ----------------- | ----------- | ------------ | ---- |
| Copa Libertadores | San Lorenzo | Buenos Aires | 2014 |

### Distinciones individuales
| Distinción                                                      | Año  |
| --------------------------------------------------------------- | ---- |
| Miembro del Equipo ideal de la Copa Libertadores                | 2014 |
| Miembro del Equipo Ideal de América                             | 2014 |
| Incluido en el Juego de las Estrellas de la Major League Soccer | 2016 |
| Incluido en el Juego de las Estrellas de la Major League Soccer | 2017 |
| Miembro del Equipo Ideal de la MLS - MLS BEST XI                | 2016 |
| Miembro del Equipo Ideal de la MLS - MLS BEST XI                | 2018 |